# Kuśnie
Kuśnie – wieś w Polsce położona w województwie łódzkim, w powiecie sieradzkim, w gminie Sieradz. W latach 1975–1998 miejscowość administracyjnie należała do województwa sieradzkiego.
Przez miejscowość przepływa niewielka rzeka Żeglina, dopływ Warty.
Kuśnie – wieś położona w województwie łódzkim, w powiecie sieradzkim, w gminie Sieradz. Wieś wspomniana w 1370 r. jako Cusnew w zapiskach Stanisława Górki –miejscowego dziedzica, brata Łukasza – podczaszego sieradzkiego. Przynależna do parafii w Dąbrowie Wielkiej. Po dawnym założeniu dworskim pozostała, na skraju wsi, jedynie ciekawa, murowana barokowa kaplica dworska z XVIII w., pod wezwaniem Jana Chrzciciela, na planie wieloboku, z figurą św. Jana Nepomucena, w której odbywają się czasami nabożeństwa majowe oraz raz do roku uroczystość odpustowa – 24 czerwca, w Święto Narodzenia św. Jana Chrzciciela. Przez Kuśnie przebiega znakowany kolorem niebieskim Szlak Zabytkowych Dworków Ziemi Sieradzkiej, umożliwiający zapoznanie się, a czasem również zwiedzenie zabytkowych wnętrz starych szlacheckich i ziemiańskich dworków okolic Sieradza i Błaszek. Przez wioskę przepływa rzeka Żeglina długości około 30 km, odprowadzająca wody z mokradeł lasów złoczewskich, rezerwatów przyrody ożywionej. Legenda głosi, że nazwa wsi Kuśnie bierze swój początek od zawołań i próśb miejscowej ludności o to, aby tułające się po świecie żywych duchy, nie kusiły(nie kuś-nie kuś). Mieszkańcy wioski, mówią, że straszy nawet i dziś. Szczególnie w nocy, w okolicach kaplicy i sąsiadującego z nią wzgórza, w którym kryją się podobno skarby i piwnice dawnego pałacu dworskiego miejscowego dziedzica. Ponadto do dziś, w okolicach wioski stoją charakterystyczne krzyże, symbolizujące i oznaczające dawne miejsce pochówku ludności umierającej na cholerę w XV w. Inna legenda głosi, że bijące do tej pory źródełko wody, z którego początek biorą współczesne stawy, mieszczące się w okolicach wyżej wspomnianej kaplicy, dawno temu było bardzo aktywne. Aby uratować od zalania wioskę i miejscowe pola, mieszkańcy Kuśnia, próbowali zakryć je wszystkim co tylko mieli pod ręką. Źródło wody próbowano więc zakryć pierzynami, deskami, ale wszystko to było nieskuteczne. W końcu wymyślono, aby zakryć ujście bijącego źródła wielkimi stalowymi wrotami. Tak też się podobno stało. A źródełko, które w tym miejscu nigdy nie zamarza, bije do dziś, dając czystą źródlaną wodę, która zasila miejscowe stawy oraz rzekę Żeglinę.

## Zabytki
Według rejestru zabytków Narodowego Instytutu Dziedzictwa na listę zabytków wpisany jest obiekt:
- kaplica dworska, XVIII w., nr rej.: 825 z 28.12.1967.